# Hirondellea kapala
Hirondellea kapala is een vlokreeftensoort uit de familie van de Hirondelleidae. De wetenschappelijke naam van de soort is voor het eerst geldig gepubliceerd in 2010 door Lowry & Stoddart.